# Manuela Cenciarelli
Manuela Cenciarelli (Roma, 15 agosto 1966) è una doppiatrice e direttrice del doppiaggio italiana.

## Biografia
Terza di quattro sorelle, è la figlia di Guido Cenciarelli, musicista e direttore d'orchestra (anche con gli pseudonimi Guido Relly e Guycen), e di Gemma, titolare di un negozio di abbigliamento. Sorella gemella di Maura Cenciarelli, è nota soprattutto per aver doppiato la principessa Disney Jasmine (ruolo per il quale anche la sorella fece il provino), in tutte le sue apparizioni fino al 2007 e Mary Jo Keenen in Corsie in allegria.

## Doppiaggio

### Cinema e home video
- Catherine Keener in Box of Moonlight
- Nicholle Tom in Beethoven 2
- Meredith Braun in Festa in casa Muppet
- Karen Young in Factotum
- Amy Locane in Cry Baby

#### Animazione
- Jasmine (parti parlate) in Aladdin, Il ritorno di Jafar, Aladdin e il re dei ladri e Disney Princess: Le magiche fiabe - Insegui i tuoi sogni
- Kayley (parti parlate) ne La spada magica - Alla ricerca di Camelot
- Kiara da adulta (parti parlate) ne Il re leone II - Il regno di Simba
- Tuptim (parti parlate) ne Il re ed io
- Qui, Quo e Qua ne I capolavori di Qui Quo Qua
- Megumi Morisato in Oh, mia dea!
- Fritz ne La favola del principe schiaccianoci

### Televisione

#### Live action
- Christina Nigra in Cose dell'altro mondo
- Brooke Theiss in Dieci sono pochi
- Mary Jo Keenen in Corsie in allegria
- Kimberly Russell in Segni particolari: genio (st. 1-2)
- Elena Perez Rueda in Manuela
- Inés María Calero in Marilena

#### Animazione
- Jasmine in Aladdin e House of Mouse - Il Topoclub
- Iago (Solo voce femminile) in Iago (Serie Breve)
- Oya ne Il principe di Atlantide

### Videogiochi
- Jasmine in Aladdin: La vendetta di Nasira[3]